# دماط
دماط إحدى قرى مركز قطور التابع لمحافظة الغربية بجمهورية مصر العربية.

## التاريخ
قرية دماط من القرى القديمة، واسمها الأصلي وقت الفتح الإسلامي لمصر دمات، وقد وردت باسم دماط في أعمال الغربية ضمن قرى الروك الصلاحي التي أحصاها ابن مماتي في كتاب قوانين الدواوين، كما وردت باسم دماط في أعمال الغربية ضمن قرى الروك الناصري التي أحصاها ابن الجيعان في كتاب «التحفة السنية بأسماء البلاد المصرية». ربما يعني اسمها مدينة الإله بتاح.
كان اسمها في تربيع سنة 933هـ/1527م الذي أجراه الوالي العثماني سليمان باشا الخادم في عصر السلطان العثماني سليمان القانوني دماط ضمن قرى ولاية الغربية، وفي تاريخ 1228هـ/1813م الذي عدّ قرى مصر بعد المسح الذي قام به محمد علي باشا باسم دماط ضمن قرى مديرية الغربية. فصل كفر أحمد شلبي عن القرية في سنة 1256 هجري.
ذكرت القرية ضمن قرى مركز كفر الشيخ في تعداد 1882، ثم ضمن قرى مركز طنطا في التعدادات اللاحقة حتى أصبحت من توابع مركز قطور منذ إنشائه في عام 1948.

## السكان
بلغ عدد سكان دماط 22,818 نسمة حسب تقدير عام 2018.
| السنة  | 1882 | 1897 | 1907 | 1927 | 1947 | 1960 | 1976 | 1986   | 1996   | 2006   | 2018   |
| ------ | ---- | ---- | ---- | ---- | ---- | ---- | ---- | ------ | ------ | ------ | ------ |
| القرية | 1772 | 5324 | 5330 | 6104 | 6075 | 7426 | 9607 | 12,122 | 15,477 | 18,275 | 22,818 |